# Estados Unidos do Brasil
Estados Unidos do Brasil foi o nome oficial do Brasil durante o regime republicano, da Proclamação da República, em 1889, até 1968.

Bandeira do Governo Provisório dos Estados Unidos do Brasil (15 de novembro de 1889 - 19 de novembro de 1889)

1ª bandeira oficial dos Estados Unidos do Brasil (1889 - 1960)

2ª bandeira oficial dos Estados Unidos do Brasil (1960 - 1968)

## História

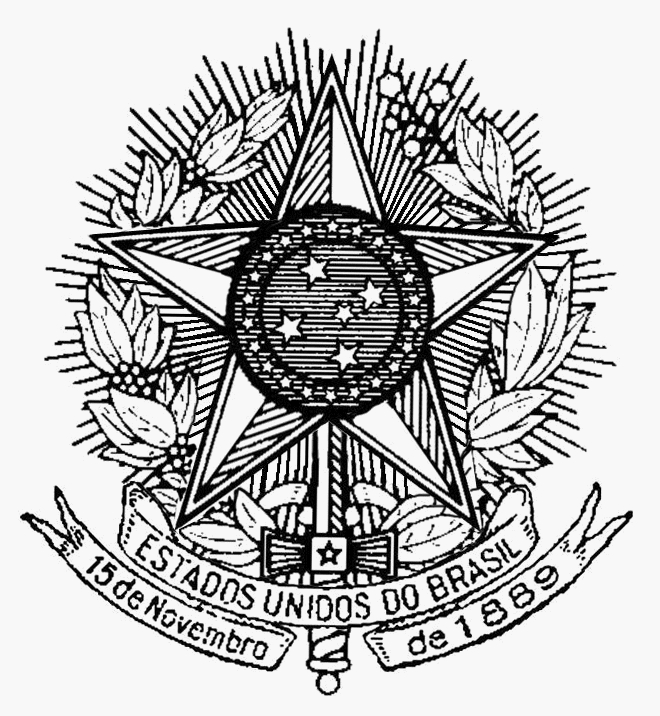
O brasão de armas instituído pela República ostentou o nome "Estados Unidos do Brasil" até 1968.

Após o golpe cívico-militar que instituiu o regime republicano no Brasil, em 15 de novembro de 1889, o primeiro ato do novo regime, o Decreto n.º 1, datado desse dia, menciona o novo nome oficial instituído do país duas vezes: na introdução - "O Governo Provisório dos Estados Unidos do Brasil" e no artigo 2.º: "As Províncias do Brasil, reunidas pelo laço da Federação, ficam constituindo os Estados Unidos do Brasil". Considera-se que a adoção de tal nome tenha relação com a adesão ao ideal republicano que levou à criação dos Estados Unidos da América, no qual as Treze Colônias independentes entre elas e ligadas ao Império Britânico, formaram uma união federativa, ao passo que o Brasil durante o Império era um Estado unitário dividido em províncias que passaram a se chamar estados quando o Estado brasileiro transmutou-se de um regime monárquico para um republicano, ocasionada pela imposição realizada pelas elites econômicas, em parceria com militares com ideias positivistas, de um ideal federativo ficcional.
A Constituição brasileira de 1967 foi promulgada contendo em seu preâmbulo o título "Constituição do Brasil", sem quaisquer adições oficiais ao nome do país. Em 1968, sobrevieram as Leis de número 5.389 e 5.443, que tratavam respectivamente dos símbolos nacionais, observando-se que a Lei 5.389 - criada mediante proposição cujo formato definitivo foi dado pelo deputado federal Gustavo Capanema (Arena-MG) -  define expressamente a substituição de "Estados Unidos do Brasil" por "República Federativa do Brasil" em seu artigo 1.º, itens 2 e 3 e a Lei 5.443 define expressamente em seus artigos 7.º a 10 que as Armas (o brasão) e o Selo Nacionais conterão a inscrição "República Federativa do Brasil". Isso criou uma considerável dúvida à época, que motivou a elaboração de um parecer pelo procurador Adroaldo Mesquita da Costa À época também se considerava que o nome já havia sido adotado em 1967, com a promulgação da Constituição daquele ano.
Em 1969, a Emenda Constitucional n.º 1, que trouxe na íntegra o texto da Constituição de 1967 com todas as alterações realizadas nos dois anos anteriores, passando a conter expressamente em seu título e artigo 1.º a inscrição "República Federativa do Brasil", nome oficial que perdura até a atualidade. Dentre outras razões, considera-se que essa mudança do nome oficial do país foi realizada para evitar confusões com o nome oficial dos Estados Unidos (Estados Unidos da América) ou para simbolizar a ruptura com o passado.
Após a mudança para o nome atualmente utilizado, em 1968, Caetano Veloso cantou sua composição "Enquanto Seu Lobo Não Vem" no LP Tropicália ou Panis et Circensis, com o verso "vamos passear nos Estados Unidos do Brasil". Em 2012, o político José Serra, durante uma entrevista com Boris Casoy, disse que o país ainda se chamava Estados Unidos do Brasil, no que foi corrigido pelo jornalista, demonstrando surpresa com o fato: "(...) O Brasil chama (sic) 'Estados Unidos do Brasil' e os Estados Unidos chama (sic) 'Estados Unidos da América'", dizia Serra quando foi interrompido por Casoy: "Não, o Brasil não se chama Estados Unidos do Brasil". Então, Serra perguntou: "Mudou?". Boris continuou dizendo que o país se chama República Federativa do Brasil e Serra ainda tentou consertar: "É parecido."

## Grafia original
A grafia original era Estados Unidos do Brazil, no entanto não havia consistência estabelecida na grafia do nome do país, tradicionalmente grafado com "z", mas também grafado com "s", até o advento do Decreto n.º 20.108, de 15 de junho de 1931, que estabeleceu a validade legal do acordo ortográfico da língua portuguesa entre a Academia Brasileira de Letras e a Academia de Ciências de Lisboa e na Base XVI ("Grafias dubitativas"), alínea "a", estabelece: "Fixar a grafia usualmente dubitativa das seguintes palavras, seus derivados e afins — Brasil e não Brazil".

## Regimes e governos
Ao longo de seus quase 80 anos de duração, os Estados Unidos do Brasil tiveram cinco regimes republicanos e 27 presidentes:
- Primeira República Brasileira (República Velha, 1889-1930): Deodoro da Fonseca, Floriano Peixoto, Prudente de Morais, Campos Sales, Rodrigues Alves, Afonso Pena, Nilo Peçanha, Hermes da Fonseca, Venceslau Brás, Delfim Moreira, Epitácio Pessoa, Artur Bernardes e Washington Luís.
- Segunda República Brasileira (Era Vargas, fases provisória e constitucional, 1930-1937): Tasso Fragoso e Getúlio Vargas
- Terceira República Brasileira (Estado Novo, 1937-1946): Getúlio Vargas e José Linhares
- Quarta República Brasileira (Período Populista, 1946-1964): Eurico Gaspar Dutra, Getúlio Vargas, Café Filho, Carlos Luz, Nereu Ramos, Juscelino Kubitschek, Jânio Quadros, Ranieri Mazzilli e João Goulart.
- Quinta República Brasileira (Ditadura militar, 1964-1968, durou até 1985): Ranieri Mazzilli, Humberto Castelo Branco e Artur da Costa e Silva.

## Outros países com referências a unidade no nome
Também fazem referência a unidade em seus nomes oficiais e/ou comuns:
- Os Emirados Árabes Unidos, estado monárquico federal, composto por sete emirados;
- Os Estados Unidos, oficialmente denominados "Estados Unidos da América", estado federal presidencialista, composto por 50 estados, 1 distrito federal, 1 território incorporado e 13 territórios não incorporados;
- O México, cuja denominação oficial é "Estados Unidos Mexicanos", estado federal presidencialista, composto por 31 estados e 1 distrito federal;
- O Reino Unido, oficialmente denominado "Reino Unido da Grã-Bretanha e Irlanda do Norte", estado monárquico unitário parlamentarista, composto por 4 nações, três dependências da Coroa e vários territórios ultramarinos;
- A Tanzânia, oficialmente denominada "República Unida da Tanzânia", estado unitário presidencialista composto por 31 regiões.